# Roony Bardghji
Roony Bardghji (in arabo روني بردغجي‎?, Rūnī Bardaḡdjī; Al Kuwait, 15 novembre 2005) è un calciatore svedese di origini siriane, attaccante del Barcellona.

## Biografia
Nato in Kuwait da una famiglia di origini siriane, all'età di 6 anni si è trasferito a Kallinge, in Svezia.

## Caratteristiche tecniche
Ala mancina, in possesso di dribbling, rapidità e tecnica, può svariare su tutto il fronte offensivo.

## Carriera

### Club

#### Copenaghen
Dopo aver mosso i primi passi da calciatore nel settore giovanile del Malmö FF, nel 2020 è stato acquistato dai danesi del Copenaghen. Il 21 novembre 2021 debutta durante la partita di Superligaen pareggiata per 1-1 contro l'Aarhus, diventando il più giovane esordiente nella storia del club. La settimana successiva, invece, realizza la sua prima rete durante l'incontro vinto per 3-1 ai danni dell'Aalborg.
Il 10 marzo 2022 debutta anche nelle coppe europee, in occasione del pareggio in UEFA Conference League contro il PSV (4-4), subentrando a William Bøving. Il 25 ottobre seguente è la volta dell'esordio in UEFA Champions League, durante la partita persa 3-0 in casa del Siviglia. Il 7 gennaio 2023 rinnova il contratto fino al 31 dicembre 2025.
L'8 novembre 2023 realizza il suo primo gol nella massima competizione europa, contribuendo alla vittoria per 4-3 ai danni del Manchester Utd. Nel maggio 2024 subisce un grave infortunio al ginocchio che lo costringe ad un periodo di riabilitazione di 11 mesi. Torna in campo il 31 marzo 2025, giocando gli ultimi minuti della partita vinta 1-0 contro il Randers.

#### Barcellona
Il 14 luglio 2025 viene acquistato dal Barcellona, con cui firma un contratto quadriennale.

### Nazionale
Il 7 agosto 2021 debutta con la nazionale Under-17 svedese, mentre nel 2022 bagna l'esordio con la nazionale Under-21.

## Statistiche
Statistiche aggiornate al 1° luglio 2025.
| Stagione          | Squadra           | Campionato        | Campionato | Campionato | Coppe nazionali | Coppe nazionali | Coppe nazionali | Coppe continentali | Coppe continentali | Coppe continentali | Altre coppe | Altre coppe | Altre coppe | Totale | Totale |
| Stagione          | Squadra           | Comp              | Pres       | Reti       | Comp            | Pres            | Reti            | Comp               | Pres               | Reti               | Comp        | Pres        | Reti        | Pres   | Reti   |
| ----------------- | ----------------- | ----------------- | ---------- | ---------- | --------------- | --------------- | --------------- | ------------------ | ------------------ | ------------------ | ----------- | ----------- | ----------- | ------ | ------ |
| 2021-2022         | Copenaghen        | SL                | 13         | 2          | CD              | 0               | 0               | UECL               | 2                  | 0                  | -           | -           | -           | 15     | 1      |
| 2022-2023         | Copenaghen        | SL                | 19         | 3          | CD              | 6               | 0               | UCL                | 2                  | 0                  | -           | -           | -           | 27     | 3      |
| 2023-2024         | Copenaghen        | SL                | 23         | 7          | CD              | 4               | 2               | UCL                | 9                  | 1                  | -           | -           | -           | 36     | 10     |
| 2024-2025         | Copenaghen        | SL                | 5          | 0          | CD              | 1               | 0               | UECL               | 0                  | 0                  | -           | -           | -           | 6      | 0      |
| Totale Copenaghen | Totale Copenaghen | Totale Copenaghen | 60         | 12         |                 | 11              | 2               |                    | 13                 | 1                  |             | -           | -           | 84     | 15     |
| 2025-2026         | Barcellona        | PD                | 0          | 0          | CR              | 0               | 0               | UCL                | 0                  | 0                  | SS          | 0           | 0           | 0      | 0      |
| Totale carriera   | Totale carriera   | Totale carriera   | 60         | 12         |                 | 11              | 2               |                    | 13                 | 1                  |             | 0           | 0           | 84     | 15     |

## Palmarès

### Club

#### Competizioni nazionali
- Campionato danese: 3

Copenaghen: 2021-2022, 2022-2023, 2024-2025
- Coppa di Danimarca: 2

Copenhagen: 2022-2023, 2024-2025